# Phidippus tyrannus
Phidippus tyrannus är en spindelart som beskrevs av Edwards 2004. Phidippus tyrannus ingår i släktet Phidippus och familjen hoppspindlar. Inga underarter finns listade i Catalogue of Life.